# Philosophisches Erbe
Filossofskoje nasledije (russisch Философское наследие, wiss. Transliteration Filosofskoe nasledie; „Philosophisches Erbe“) ist eine russische akademische Buchreihe mit philosophischen Werken, deren Erscheinen in der Sowjetzeit begann.

## Kurzeinführung
Die russischsprachige Reihe enthält Werke der westlichen (darunter auch russische) und in geringerer Anzahl auch östlichen Philosophie (Indien, China).
Sie wurde seit 1963 beim sowjetischen (russischen) Verlag „Mysl“  herausgegeben, sie erschien von 1963 bis 2004 in Moskau. Die Zahl der Bände des Philosophischen Erbes beträgt über 130 Bände.
Die Bände wurden unter der Schirmherrschaft des Instituts für Philosophie der Akademie der Wissenschaften der UdSSR (Russland) veröffentlicht. Verschiedene der Bände wurden später nachgedruckt.
Ein Schwerpunkt der Reihe sind verschiedene Werke materialistischer Philosophen (siehe auch Dialektischer Materialismus), beispielsweise sind den Englischen Materialisten des 18. Jahrhunderts drei Bände gewidmet und ihre wichtigsten philosophischen Werke vorhanden: Der erste Band enthält die Werke von John Toland (1670–1722) “Letters to Serena”, “Adeisidemon”, “Nazarian”, “Clidophorus” and “Pantenstikon”; der zweite Band enthält die Werke von Anthony Collins (1676–1729) “Discourse on Free Thought” and “Philosophical Study of Human Freedom” und Auszüge aus dem Werk von David Hartley (1704–1757) “Reflections on Man, His Structure, His Duty and Hopes”; der dritte Band enthält die Werke von Joseph Priestley (1733–1804) “Studies on Matter and Spirit”, “Philosophical Doctrine of Necessity”, “Essay on the Basic Principles of Public Administration and on the Nature of Political and Civil Freedom” und andere seiner Werke.
Zwei Bände sind den Russischen Aufklärern (von Radischtschew bis zu den Dekabristen) gewidmet, darunter (im Anhang) auch Kolytschow und Kreschetow, ein Band den Progressiven Denkern Lateinamerikas (vom 19. – Anfang des 20. Jahrhunderts).
Die folgende Übersicht erhebt keinen Anspruch auf Aktualität oder Vollständigkeit. Sie liefert Angaben zu Verfasser, (ins Deutsche übersetzten) Titeln und Erscheinungsjahr:

## Bände
Ungefähre Titelwiedergabe (teils verkürzt) in deutscher Übersetzung.
1. Altindische Philosophie. Anfangszeit. 1963
2. Paul Henri Holbach. Ausgewählte Werke in zwei Bänden. Bd. 1. 1963
3. Paul Henri Holbach. Ausgewählte Werke in zwei Bänden. Band 2. 1963
4. Immanuel Kant. Werke in sechs Bänden. Bd. 1. 1963
5. Immanuel Kant. Werke in sechs Bänden. Bd. 2. 1964
6. Immanuel Kant. Werke in sechs Bänden. Bd. 3. 1964
7. Thomas Hobbes. Ausgewählte Werke in zwei Bänden. Vol. 1. 1964
8. Thomas Hobbes. Ausgewählte Werke in zwei Bänden. Band 2. 1964
9. David Hume. Werke in zwei Bänden. Bd. 1. 1965
10. David Hume. Werke in zwei Bänden. Bd. 2. 1965
11. P. L. Lawrow. Philosophie und Soziologie. Ausgewählte Werke in zwei Bänden. Bd. 1. 1965
12. P. L. Lawrow. Philosophie und Soziologie. Ausgewählte Werke in zwei Bänden. Bd. 2. – 1965
13. Progressive Denker Lateinamerikas (19.-Anfang des 20. Jahrhunderts). 1965
14. Immanuel Kant. Werke in sechs Bänden. Bd. 4, Teil 1. 1965
15. Immanuel Kant. Werke in sechs Bänden. Bd. 4, Teil 2.  1965, 478 S., 22.000 Exemplare.
16. Immanuel Kant. Werke in sechs Bänden. Bd. 5. 1966
17. Immanuel Kant. Werke in sechs Bänden. Bd. 6.  1966
18. Russische Aufklärer (von Radischtschew bis zu den Dekabristen). Gesammelte Werke in zwei Bänden. Bd. 1. 1966 (P. I. Tschelischtschew, W. W. Passek[4], A. F. Bestuschew[5], I. P. Pnin, W. F. Malinowski[6], W. W. Popugajew[7], A. S. Kaissarow[8])
19. Russische Aufklärer (von Radischtschew bis zu den Dekabristen). Gesammelte Werke in zwei Bänden. Bd. 2. 1966 (A. S. Lubkin[9], T. F. Ossipowski, A. P. Kunizyn[10], im Anhang der „Brief über die Vorteile des Unterrichts an Wassili Sergejewitsch Scheremetjew“[11] von W. P. Kolytschow[12] und der Plan juriditscheski von F. W. Kreschetow)
20. Friedrich Wilhelm Joseph Schelling. Philosophie der Kunst.  1966
21. Pierre Gassendi. Werke in zwei Bänden. Vol. 1.  1966
22. Englische Materialisten des 18. Jahrhunderts. Gesammelte Werke in drei Bänden. Bd. 1. 1967
23. Englischen Materialisten des 18. Jahrhunderts. Gesammelte Werke in drei Bänden. Vol. 2.  1967
24. Ludwig Feuerbach. Geschichte Philosophie. Gesammelte Werke in drei Bänden. Band 1. 1967
25. Ludwig Feuerbach. Geschichte der Philosophie. Sammlung Werke in drei Bänden. Band 2.  1967
26. Ludwig Feuerbach. Geschichte der Philosophie. Gesammelte Werke in drei Bänden. Band 3.  1967
27. Pierre Gassendi. Werke in zwei Bänden. Vol. 2. 1968
28. Pierre Bayle. Historisches und kritisches Wörterbuch in zwei Bänden. Bd. 1. 1968
29. Pierre Bayle. Historisch-kritisches Wörterbuch in zwei Bänden. Bd. 2.  1968
30. Englischen Materialisten des 18. Jahrhunderts. Sammlung von Werke in drei Bänden. Vol. 3.  1968
31. Platon. Werke in drei Bänden. Vol. 1. – Moskau, 1968
32. Amerikanische Aufklärer. Ausgewählte Werke in zwei Bänden. Vol. 1.  1968 (Thomas Jefferson, Thomas Paine, Thomas Cooper)
33. Amerikanische Aufklärer. Ausgewählte Werke in zwei Bänden. Vol. 2. 1969 (Benjamin Franklin, Cadwallader Colden, Ethan Allen, Benjamin Rush)
34. Anthologie der Weltphilosophie in vier Bänden. Bd. 1 (in zwei Teilen).  1969, 936 S., Teil 1.  1969
35. Anthologie der Weltphilosophie in vier Bänden. Band 1. Teil 2. 1969
36. Anthologie der Weltphilosophie in vier Bänden. Vol. 2. 1970
37. Georg Wilhelm Friedrich Hegel. Die Wissenschaft der Logik in drei Bänden. Band 1,  1970
38. Platon. Werke in drei Bänden. Band 2.  1970
39. Georg Wilhelm Friedrich Hegel. Werke aus verschiedenen Jahren in zwei Bänden. Bd. 1.  1970
40. Georg Wilhelm Friedrich Hegel. Werke verschiedener Jahre in zwei Bänden. Bd. 2. 1971
41. Anthologie der Weltphilosophie in vier Bänden. Bd. 3.  1971
42. Francis Bacon. Werke in zwei Bänden. Bd. 1. 1971
43. Georg Wilhelm Friedrich Hegel. Die Wissenschaft der Logik in drei Bänden. Bd. 2.  1971
44. Platon. Werke in drei Bänden. Bd. 3. Teil 1.  1971
45. Platon. Werke in drei Bänden. Bd. 3. Teil 2. 1972
46. Anthologie der Weltphilosophie in vier Bänden. Bd. 4.  1972
47. Francis Bacon: Werke in zwei Bänden. Band 2.  1972
48. Georg Wilhelm Friedrich Hegel. Die Wissenschaft der Logik in drei Bänden. Bd. 3.  1972
49. Georg Wilhelm Friedrich Hegel. Werke aus verschiedenen Jahren in zwei Bänden. Zweite Auflage. Band 1. 1972. Siehe Band 39.
50. Altindische Philosophie. Elementare Periode. Zweite Auflage. 1972. Siehe Bd. 1.
51. Alte chinesische Philosophie. Gesammelte Texte in zwei Bänden. Bd. 1.  1972
52. Alte chinesische Philosophie. Gesammelte Texte in zwei Bänden. Bd. 2. 1973
53. Georg Wilhelm Friedrich Hegel. Werke aus verschiedenen Jahren in zwei Bänden. Zweite Auflage. Band 2. 1973. Siehe Band 40.
54. Léger Marie Deschamps. La Vérité, ou Le Vrai Système. 1973
55. Gregorius Skoworoda. Werke in zwei Bänden. Bd. 1. 1973
56. Gregorius Skoworoda. Werke in zwei Bänden. Band 2.  1973
57. Claude Adrien Helvétius. Werke in zwei Bänden. Bd. 1. 1973
58. Claude Adrien Helvétius. Werke in zwei Bänden. Band 2. 1974
59. Bernard Mandeville. Die Fabel von den Bienen.  1974
60. Ludwig Feuerbach. Geschichte der Philosophie. Gesammelte Werke in drei Bänden. Zweite Auflage. Band 1. 1974. Siehe Band 24.
61. Ludwig Feuerbach. Geschichte der Philosophie. Gesammelte Werke in drei Bänden. Zweite Auflage. Band 2. 1974. Siehe Band 25.
62. Ludwig Feuerbach. Geschichte der Philosophie. Gesammelte Werke in drei Bänden. Zweite Auflage. Band 3. 1974. Siehe Band 26.
63. Georg Wilhelm Friedrich Hegel. Enzyklopädie der philosophischen Wissenschaften in drei Bänden. Band 1. Die Wissenschaft der Logik.  1974
64. Georg Wilhelm Friedrich Hegel. Enzyklopädie der philosophischen Wissenschaften in drei Bänden. Band 2. Philosophie der Natur. 1975
65. Aristoteles. Werke in vier Bänden. Bd. 1. 1975
66. Georg Wilhelm Friedrich Hegel. Philosophie der Religion in zwei Bänden. Bd. 1.  1975
67. David der Unbesiegbare. Werke. 1975
68. Pjotr Nikititsch Tkatschow. Werke in zwei Bänden. Band 1. 1975
69. Sextus Empiricus. Werke in zwei Bänden. Bd. 1.  1975
70. Sextus Empiricus. Werke in zwei Bänden. Band 2. 1976
71. Julien Offray de La Mettrie. Werke. 1976
72. Pjotr Nikititsch Tkatschow. Werke in zwei Bänden. Bd. 2.  1976
73. Francis Bacon, Werke in zwei Bänden. Zweite, korrigierte und erweiterte Ausgabe. Vol. 1. 1977. Siehe Bd. 42.
74. Georg Wilhelm Friedrich Hegel. Philosophie der Religion in zwei Bänden. Bd. 2. 1977
75. Georg Wilhelm Friedrich Hegel. Enzyklopädie der philosophischen Wissenschaften in drei Bänden. Band 3. Philosophie des Geistes. 1977
76. Aristoteles. Werke in vier Bänden. Bd. 2. 1978
77. Francis Bacon, Werke in zwei Bänden. Zweite, korrigierte und erweiterte Ausgabe. Bd. 2. – 1978. Siehe Bd. 47.
78. George Berkeley. Werke. 1978
79. Diogenes Laertius. Über das Leben, die Lehren und Sprüche berühmter Philosophen. 1979
80. Nikolaus von Kues. Werke in zwei Bänden. Bd. 1.  1979
81. Étienne Bonnot de Condillac. Werke in drei Bänden. Bd. 1. 1980
82. Nikolaus von Kues. Werke in zwei Bänden. Bd. 2.  1980
83. Aristoteles. Werke in vier Themenbereichen. Bd. 3. 1981
84. Gottfried Wilhelm Leibniz. Werke in vier Bänden. Bd. 1. 1982
85. Nikolai Fjodorowitsch Fjodorow. Essays. 1982
86. Étienne Bonnot de Condillac. Werke in drei Bänden. Bd. 2.  1982
87. Gottfried Wilhelm Leibniz. Werke in vier Bänden. Bd. 2. 1983
88. Julien Offray de La Mettrie. Werke. Zweite Auflage.  1983
89. Étienne Bonnot de Condillac. Werke in drei Bänden. Bd. 3.  1983
90. Aristoteles. Werke in vier Bänden. Band 4.  1983
91. Ioane Petrizi. Eine Untersuchung der platonischen Philosophie und des Proclus Diadochus. 1984
92. Gottfried Wilhelm Leibniz. Werke in vier Bänden. Bd. 3.  1984
93. John Locke. Werke in drei Bänden, Band 1. 1985
94. John Locke. Werke in drei Bänden. Bd. 2.  1985
95. Alexander Iwanowitsch Herzen. Werke in zwei Bänden. Bd. 1. 1985
96. Alexander Iwanowitsch Herzen. Werke in zwei Bänden. Bd. 2. 1986
97. Denis Diderot. Werke in zwei Bänden. Bd. 1. 1986
98. Platon. Dialoge.  1986
99. Diogenes Laertius. Über das Leben, die Lehren und die Sprüche berühmter Philosophen. Zweite, korrigierte Auflage. 1986. Siehe Bd. 79.
100. Nikolai Gawrilowitsch Tschernyschewski. Werke in zwei Bänden. Band 1.1986
101. Nikolai Gawrilowitsch Tschernyschewski. Werke in zwei Bänden. Bd. 2. 1987
102. Friedrich Wilhelm Joseph Schelling. Werke in zwei Bänden. Band 1. 1987
103. John Locke. Werke in drei Bänden. Bd. 3. 1988
104. Wladimir Sergejewitsch Solowjow. Werke in zwei Bänden. Bd. 1. 1988
105. Wladimir Sergejewitsch Solowjow. Werke in zwei Bänden. Bd. 2. 1988
106. René Descartes. Werke in zwei Bänden. Bd. 1. 1989
107. Thomas Hobbes. Werke in zwei Bänden. Bd. 1. 1989
108. Friedrich Wilhelm Joseph Schelling. Werke in zwei Bänden. Bd. 2.  1989
109. Gottfried Wilhelm Leibniz. Werke in vier Bänden. Bd. 4.  1989
110. Wladimir Sergejewitsch Solowjow. Werke in zwei Bänden. Zweite Auflage. Bd. 1. 1990. Siehe Band 104.
111. Wladimir Sergejewitsch Solowjow. Werke in zwei Bänden. Zweite Auflage. Band 2. 1990. Siehe Band 105.
112. Platon. Gesammelte Werke in vier Bänden. Bd. 1. 1990
113. Georg Wilhelm Friedrich Hegel. Philosophie des Rechts.  1990
114. Denis Diderot. Werke in zwei Bänden. Bd. 2. 1991
115. Thomas Hobbes. Works in two volumes. Bd. 2. 1991
116. Platon. Gesammelte Werke in vier Bänden. Band 2. 1993
117. Platon. Gesammelte Werke in vier Bänden. Band 3. 1994
118. Immanuel Kant. Kritik der reinen Vernunft.  1994
119. René Descartes. Werke in zwei Bänden. Bd. 2.  1994
120. N. S. Trubezkoi Essays.  1994
121. Platon. Gesammelte Werke in vier Bänden. Band 4. 1994.
122. Pavel Florensky. Werke in vier Bänden. Bd. 1. 1994
123. Zhuangzi. Liezi.  1995
124. Pavel Florensky. Werke in vier Bänden. Bd. 2.  1996.
125. Friedrich Nietzsche. Werke in zwei Bänden. Band 1.  1997
126. Friedrich Nietzsche. Werke in zwei Bänden. Band 2.  1997
127. Pavel Florensky. Werke in vier Bänden. Band 3 (1).
128. Pavel Florensky. Werke in vier Bänden. Bd. 3 (2).
129. Pavel Florensky. Werke in vier Bänden. Band 4. 1999.
130. Alexei Fjodorowitsch Lossew Dialektik des Mythos. 2001
131. Pavel Florensky. Artikel und Studien zur Geschichte und Philosophie der Kunst und Archäologie.  2000
132. Lüshi chunqiu 2001
133. Pavel Florensky. Gesammelte Werke. Philosophie des Kultes (Erfahrungen der orthodoxen Anthropodizee). 2004
134. S. N. Trubetskoi. Metaphysik im antiken Griechenland 2003
135. Huainanzi. 2004
136. W. Koschewnikow[13]. Erfahrungen bei der Erläuterung der Lehre von N. F. Fjodorow. 2004